# Saint-Étienne-de-Valoux
 Saint-Étienne-de-Valoux  es una población y comuna francesa, ubicada en la región de Ródano-Alpes, departamento de Ardèche, en el distrito de Tournon-sur-Rhône y cantón de Serrières.

## Demografía
| 205 | 217 | 218 | 216 | 200 | 200 |
| Para los censos de 1962 a 1999 la población legal corresponde a la población sin duplicidades (Fuente: INSEE [Consultar]) |     |     |     |     |     |